# Jorge Portela
Jorge Portela (Lisboa, 1949) é um artista plástico português.
Nascido em Lisboa, muito cedo se interessou por desenho e pintura, aos 15 anos, quando frequentava o liceu, os seus desenhos a carvão e pastel suscitaram o interesse de Armando Lucena, professor de pintura na Escola de Belas-Artes de Lisboa que promoveu uma exposição sua na Galeria Diário de Notícias em 1964.
Continuou a pintar, enquanto frequentava o curso de direito  na Universidade Clássica de Lisboa. Já licenciado, decidiu começar uma carreira de pintor participando em numerosas exposições colectivas e individuais. Como autodidacta, sentiu a necessidade de implementar os seus conhecimentos com alguns cursos de especialização: curso de gravura no Ar.Co - Centro de Arte e Comunicação Visual, sob a orientação do mestre João Hogan; curso de fotografia no Instituto Português de Fotografia; curso de Desenho, Pintura e História de Arte na Paris American Academy (Paris); aprendizagem e investigação na área do azulejo na Oficina59.
A partir de 1991 começou a investigar o potencial dos computadores na criação artística. Os seus primeiros trabalhos de pintura digital são apresentados na galeria Artespaço e na primeira Bienal do Seriado da Cerveira em 2002.
Em 2004 foi convidado para um “Case Study” da Corel e para a MyPictureMarc em 2005.
Está exposto no Museu Martins Correia e representado no MOCA Museum of Computer Arts em Nova Iorque, Rhizome at the New Museum (Nova Iorque), Boston Cyberarts Festival, Saatchi Gallery on-line em Londres e no ACM Siggraph Digital Arts Community na California.

## Exposições Individuais
- Exposição na "International Market" (Lisboa);
- Exposição inaugural da Galeria Átrio (Lisboa);
- Exposição Itinerante promovida pela Secretaria de Estado do Turismo;
- Exposição na Galeria de Arte do Casino do Estoril;
- Exposição na Galeria de Arte "O País";
- Exposições em Nova York e Chicago promovida pelos respectivos consulados;
- Exposição de Arte Digital "7 pecados Virtuais" na Galeria Artespaço.

## Exposições Colectivas
- Salão de Abril na S.N.B.A.;
- III Salão de Artes Plásticas da Escola Ferreira Borges (Prémio Casa da Moeda 1979);
- XIV e XVI "Gran Prix International d'Art Contemporain de Monte Carlo";
- I, II, III, IV, V "Salão de Outono da Galeria de Arte do Casino do Estoril" (Menções Honrosas em 1980 e 1981, Prémio Teodoro dos Santos em 1983, artista convidado em 1984);
- I, II "Salão de Lisboa do Palácio Foz" (Menção Honrosa em 1981);
- Exposição na "Upstairs" na California, EUA;
- II Bienal de Vila Nova de Cerveira;
- IV Salão de Artes Plásticas do Ribatejo (1º Prémio);
- Exposição do Palácio de Valenças em Sintra;
- I e II Salão de Primavera do Casino do Estoril;
- III Bienal Ibero-Americana de Arte no México);
- I Salão de Arte do Hotel Ritz em Lisboa;
- Exposição "25 Anos ao Serviço da Arte e da Cultura" (Artista Convidado);
- Exposição Itinerante do Ministério dos Negócios Estrangeiros dos Consulados Portugueses do Brasil e Estados Africanos;
- Exposição de Gravura Luso-Brasileira;
- Exposição "25 Anos do Estoril Sol" (Artista Convidado);
- "20eme Anniversaire Paris American Academy" em Paris;
- "20 Pintores Contemporâneos Portugueses em Madrid" em Madrid;
- Exposição de Gravuras Contemporâneas Portuguesas no México;
- Exposição Inaugural da Galeria R75;
- Exposição Inaugural da Galeria Oficina 59;
- Exposição Colectiva sobre Lisboa na Galeria Barata;
- Exposição da CRIARTE no Centro Cultural de Belém;
- Colectivas da Galeria Artespaço;
- Exposição de Pintura Digital na 1ª Bienal do Seriado da Cerveira;
- Exposição de Pintura Digital "Til Fredericia na Dinamarca" na Dinamarca (patrocinada pela Tuborg Fund).